# ムネノコドウ
「ムネノコドウ」は、FLAMEの1枚目のシングル。

## 概要
- デビュー作。CX系『ウチくる!?』エンディングテーマ。
- 2001年10月12日FUNに出演。
- 2001年10月13日COUNT DOWN TVに出演。
- 2001年10月29日HEY!HEY!HEY! MUSIC CHAMPに出演。

## 収録曲
1. ムネノコドウ
  - 作詞：MASUMI X　作曲：Masakazu Osabe　編曲：DeBose
2. 世界のはんぶん
  - 作詞：MASUMI X　作曲：Masakazu Osabe　編曲：Noriyasu Nagamatsu
3. ムネノコドウ(economics)
  - 作詞：MASUMI X　作曲：Masakazu Osabe　編曲：CHOKKAKU
4. ムネノコドウ(instrumental)